# Aplopsis olliffi
Aplopsis olliffi är en skalbaggsart som beskrevs av Blackburn 1898. Aplopsis olliffi ingår i släktet Aplopsis och familjen Melolonthidae. Inga underarter finns listade i Catalogue of Life.